# Guo Jianmei
Guo Jianmei   (Hua County, octubre 1961) és una advocada xinesa, activista pels drets humans i directora d'una ONG d'assistència jurídica per a dones. L'any 2005, va ser una de les 1.000 dones nominades al Premi Nobel de la Pau. El 2010 va rebre el Premi Simone De Beauvoir i el 2011 el Premi Internacional Dona Coratge. Està casada amb l'escriptor, Liu Zhenyun.